# Hystérie

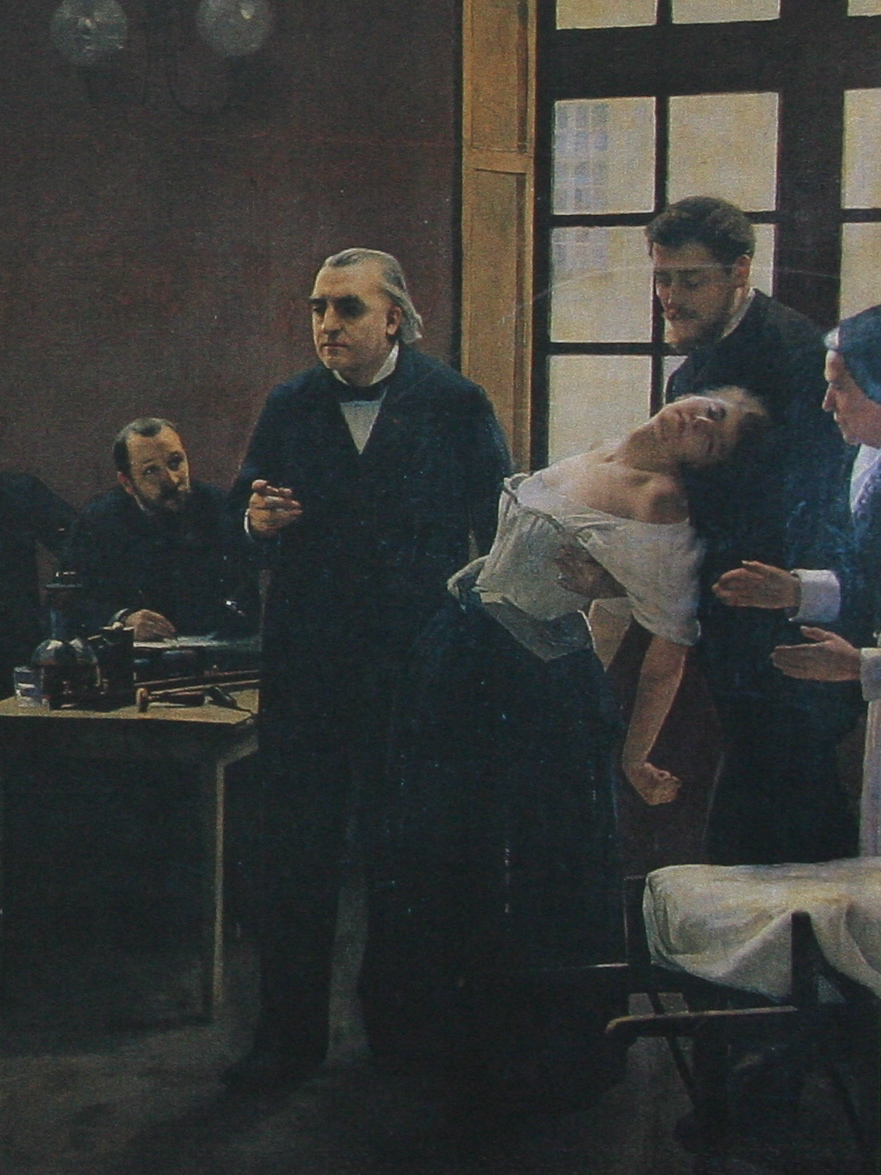
Enseignement de Charcot à la Salpêtrière : le professeur montrant à ses élèves (dont Joseph Babinski à droite sur le tableau) sa plus fidèle patiente, « Blanche » (Marie) Wittman, en crise d'hystérie. Détail du tableau d'André Brouillet : Une leçon clinique à la Salpêtrière, 1887).

Le terme hystérie désigne, d'après la définition du Vocabulaire de la psychanalyse (1967), une « classe de névroses, aux tableaux cliniques très variés », dans laquelle le conflit psychique peut s'exprimer par des symptômes physiques d'ordre fonctionnel ou psychologiques comme des crises émotionnelles, éventuellement des phobies. Cette définition de l'hystérie a eu cours en médecine, neurologie et psychiatrie jusqu'à la fin du XXe siècle. Dans une approche renouvelée par Jean-Martin Charcot à la fin du XIXe siècle, l'hystérie est à la base des découvertes de Sigmund Freud en psychanalyse. 
L'hystérie fut longtemps associée aux femmes, au diable dans une perspective religieuse (Moyen Âge), avant d'évoluer vers une approche plus savante et désexualisée (XVIIe – XVIIIe siècles), où elle apparaît aussi bien féminine que masculine.
Les symptômes physiques, d'apparence neurologique, pérennes ou transitoires, souvent déficitaires peuvent prendre la forme de paralysies, de troubles de la parole ou de la sensibilité, voire de crises pseudo-épileptiques ou de comas « psychogènes ».
En psychiatrie américaine (APA) et au niveau international, la notion d'hystérie ne fait plus partie des classifications médicales modernes comme celles du DSM (DSM-V-TR) et de la classification internationale des maladies (CIM-11). Elle y est dispersée dans les catégories trouble de conversion, trouble de la personnalité histrionique et trouble somatoforme. De nombreuses controverses existent quant à l’existence même de l’hystérie en tant que réalité scientifique. 
Le terme d'hystérie est, dans un usage moderne, mobilisé dans un objectif sexiste, afin de discréditer la parole portée par les femmes. Il fait également l'objet d'une réappropriation féministe.

## Étymologie et définition

### Étymologie et histoire du mot
Le mot hystérie est apparu en français au début du XVIIIe siècle, dérivé régressif d'après l'adjectif hystérique. Il est issu du mot grec ὑστέρα / hystéra, par le latin hystera, « matrice ».
- Hystérique, adjectif et nom :

D'après le Dictionnaire historique de la langue française, l'adjectif et nom « hystérique » « est emprunté (1568, hystéricque) au bas latin hystericus, du grec ὑστερικός / hysterikós, « qui concerne la matrice », « (femme) malade de l'utérus » de ὑστέρα / hystéra, « utérus ». Peut-être se rattache-t-il à une racine indoeuropéenne concernant « ce qui est en arrière » (→ hysterisis), ce qui se retrouverait en anglais dans out « dehors » ; le sens fait difficulté comme pour le sanskrit úttara « ce qui est au-dessus ». Quant au rapport avec le nom du ventre (uderos en grec, udaram en sanskrit) , il n'est pas éclairci. Le terme hystérique a d'abord été employé en parlant des femmes au sens de « qui présente des troubles psychiques », en relation avec l'idée que cette maladie, qui avait son siège dans l'utérus, se rapportait à des « accès d'érotisme morbide ». Le sens s'est étendu ensuite aux hommes avant même que la notion devienne « essentielle en psychiatrie et en psychanalyse, à la fin du XIXe siècle ».
- Hystérie, nom féminin :

Au XVIIIe siècle (1731, puis 1771) en effet, le dérivé régressif « hystérie », nom féminin, est désormais formé, et désigne les troubles en question, de sorte que, par analogie, le mot prend le sens d'« exaltation » (1834), exemple : c'est de l'hystérie!, soit « de la rage, du délire ». Depuis Charcot, hystérie désigne vers 1880 un ensemble de « symptômes prenant l'apparence d'affections organiques sans lésions décelables ; le mot s'emploie ensuite en psychiatrie, puis en psychanalyse pour parler d'un type de névrose ». Dans ce registre, l'adjectif « hystérique » correspond au nom  pour « excessif » (1837) et « nerveux, exalté » (1844), quand il s'agit d'une personne, « avant de suivre, en psychiatrie, puis en psychanalyse, l'évolution du sens du nom ».

### Classification de l'hystérie dans les névroses
- Sens ancien du mot « névrose » :

Historiquement, à la fin du XVIIIe siècle le mot « névrose », dérivé savant (1785, neurose) du grec neuron « nerf », est l'adaptation de neurosis en anglais, terme créé par le médecin écossais William Cullen (Cullen, Neurosis or Nervous Diseases, 1777), et c'est l'aliéniste Philippe Pinel (1745-1826) qui introduit en français le terme neurose ou névrose en français dans sa traduction de Cullen (Institutions de médecine pratique, tome II, p. 493). Chez Cullen, Pinel et jusqu'à la fin du XIXe siècle, la médecine englobe dans le terme de névrose « tous les symptômes nerveux sans base organique connue » (ainsi Gilbert Ballet range-t-il dans les névroses la maladie de Parkinson, l'épilepsie, les troubles mentaux des chorées).
- Sens moderne du mot « névrose » :

Le sens moderne du mot « névrose », qui date de la fin du XIXe siècle (1895), « vient de l'allemand Neurose et de Freud qui élabora sa théorie des névroses à partir de l'observation des hystériques, dans le service du professeur Charcot, en reprenant certaines intuitions de P. Janet ». La théorie freudienne des névroses « se dessine depuis Obsessions et Phobies (1895), Psychonévroses de défense (1895) jusqu'à Inhibition, Symptôme et Angoisse (1926) ». Dans la « classification freudienne des névroses » se trouvent rangées les phobies, l'hystérie, les obsessions et l'angoisse, d'où les désignations de névrose obsessionnelle, névrose d'angoisse (1896), et l'opposition qui s'ensuit entre névroses et psychoses, « la psychanalyse moderne », est-il relevé dans le Dictionnaire  historique de la langue française, décrit aussi d'autres formes de névroses : névrose actuelle, traumatique (1900 ; en allemand Schreckneurose), caractérielle, dépressive.

### Problèmes de définition
D'après la définition du TLFi, l'hystérie est « une névrose, aux tableaux cliniques variés, où le conflit psychique s'exprime par des manifestations fonctionnelles (anesthésies, paralysies, cécité, contractures...) sans lésion organique, des crises émotionnelles, éventuellement des phobies ». 
Le psychanalyste Antonio Quinet cite Jean-Martin Charcot : « l’hystérie a toujours existé, partout et de tout temps ». Selon Antonio Quinet en effet, « on assiste de nos jours au retour des tableaux cliniques qu’il a décrits : des hystéro-épilepsies, des délires de possession démoniaque, des hallucinations visionnaires, des contractures, des paralysies, des paresthésies, des parésies, des spasmes, des cécités, mais aussi de nouvelles formes où le corps est l’objet, telles l’anorexie et la boulimie ». Quinet met ainsi l'accent sur « la plasticité et la diversité de l’hystérique » qui apparaissent sous plusieurs formes, par exemple sous celles de la folle, de l’obsessionnelle, de la déprimée... ou sous forme de maladies organiques,  que l'hystérique « peut simuler et qui peuvent la conduire jusqu’à la chirurgie ». L’hystérie a beau avoir été exclue de la nosographie psychiatrique (on ne la trouve plus dans les manuels de diagnostic DSM-4 et CIM-10 du Code international des maladies), Antonio Quinet justifie la mise au pluriel du titre « Hystéries » de son article en ces termes : « si l’hystérie a été mise à la porte, elle rentre sous bien des formes par la fenêtre »[pertinence contestée]. 
Nicolas Brémaud conclut son « Panorama historique des définitions de l’hystérie » avec la même image qu'Antonio Quinet : « l’hystérie a un côté « anguille », le sujet hystérique est le roi de la « dérobade », il se dérobe à toute forme de classification. Cela ne signifie pas que l’hystérie ait disparu, bien au contraire. À vouloir la faire sortir par la porte, elle revient aussitôt par la fenêtre ». 
Pour l'historien de la médecine Mark S. Micale le terme « hystérie » a suscité une grande variété d'interprétations issues « de l'imagination occidentale ». Dans la préface de son ouvrage Die Angst vor Zurückweisung. Hysterie verstehen (« La peur du rejet. Comprendre l'hystérie »), Heinz-Peter Röhr considère que l'introduction dans la langue spécialisée (Fachsprache) du terme « histrionique » pour remplacer celui d'« hystérique », qu'on trouve fréquemment employé comme injure, s'est peu imposée dans l'usage de la langue courante. Il rappelle que dans l'ancienne Rome, l' histrio était le comédien qui présentait des farces et des bouffonneries vulgaires. Et pour ce psychothérapeute, qui a préféré recourir à l'« ancien concept » dans son livre, il est douteux que le changement de concept, histrionique pour hystérique, diminue les préjugés.
L'universitaire et essayiste Elisabeth Bronfen (en), « s'est penchée sur les écrits médicaux et culturels pour révéler la pertinence continue d'un trouble qu'on a largement pensé comme une formulation romantique du passé ». Au cours de la longue histoire de la médecine, l'hystérie — cette tristement résistante maladie somatique sans lésions organiques — a échappé aux définitions précises et a de ce fait servi de projection aux diagnostics fantaisistes de médecins mis face à leur propre faiblesse et impuissance. L'hystérique imitant d'autres maladies porte de façon psychosomatique une adresse que ce soit à un médecin, des membres de la famille ou un public, mais qui passait pour de la simulation ou de la tromperie. Du fait qu'il s'agissait d'« un objet particulièrement fécond pour la spéculation scientifique en raison de ses symptômes protéiformes », l'hystérique développait un symptôme après l'autre pour n'importe quelle maladie qu'on lui offrait. Face à une énigme nosologique, les médecins du XIXe siècle ont été enfermés dans un mélange de fascination et de résignation, à tel point que Ernest-Charles Lasègue déclare que  cette notion constitue la « corbeille à papiers de la médecine » ; Bronfen décrit l'hystérie comme « un état psychosomatique qui défie les tentatives de définition et de traitement et qui peut être facilement confondu avec d'autres conditions pathologiques ». 
Par ailleurs et bien qu'elle y ait été longtemps associée, l'hystérie n'est pas l'apanage des femmes, ce que Freud et Janet, notamment, ont contribué à établir dès leurs premières recherches,.

## Histoire
Selon l'historien américain Mark S. Micale, la notion d'hystérie serait tout à la fois « très importante et désespérément à la mode [...], elle semble un mélange irrésistible entre science, sexualité et sensationnalisme ». Il s'agirait de la plus ancienne et de la plus importante catégorie de névroses de l'histoire de la médecine ; des références à ce qu'on peut interpréter comme hystérie vont d'un papyrus égyptien de 1900 avant J.C. à la psychiatrie contemporaine. Elle a intéressé les esprits les plus puissants de la médecine et se trouve au centre du difficile échange entre psychisme et corps, clef, pendant des siècles, des efforts médicaux destinés à discriminer les troubles organiques des troubles fonctionnels. Elle a également été l'appui de quelques-unes des plus brillantes théories psychologiques des temps modernes. Il remarque que Ellenberger exagère à peine en affirmant que « l'histoire de la psychiatrie moderne trouve entièrement son origine dans l'étude de l'hystérie »
Les psychanalystes Jean Laplanche et Jean-Bertrand Pontalis rappellent que « la notion d'une maladie hystérique », dont « la délimitation a suivi les avatars de l'histoire de la médecine », remonte à Hippocrate.

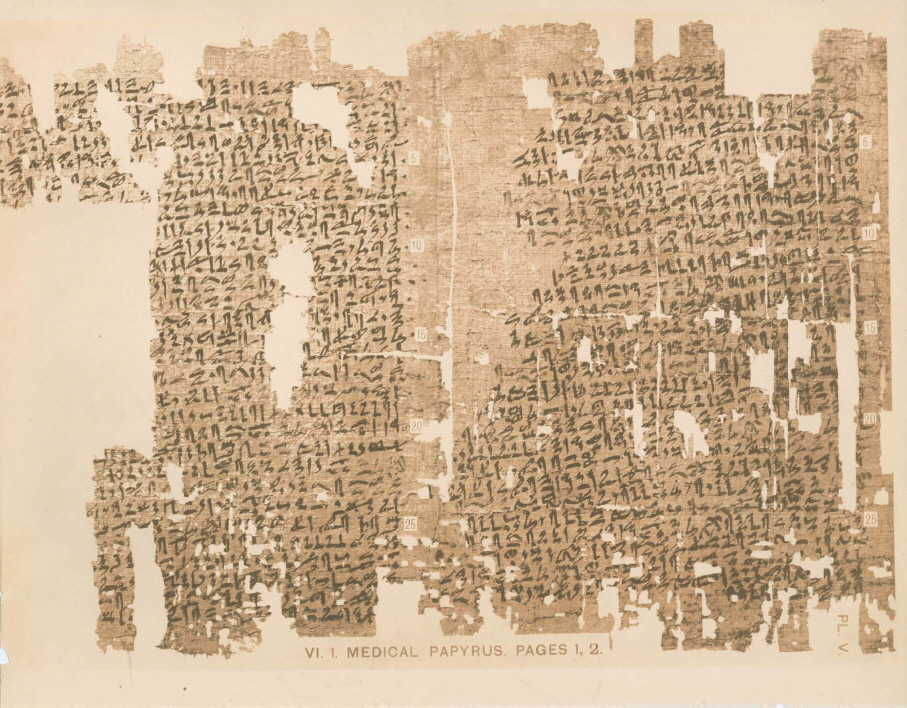
Le papyrus gynécologique de Kahun

### Antiquité
La plus ancienne trace écrite qui puisse être reliée à ce concept résulte de l'interprétation d'un papyrus égyptien daté de 1900 av. J.C. : le papyrus de Kahun, qui décrit les « troubles causés par un utérus baladeur », ainsi que les traitements afin d' « en venir à bout ». Le terme d'hystera, à l'origine du terme d'hystérie, est utilisé par le médecin grec Hippocrate pour décrire une maladie dans son traité Des maladies des femmes. Cette maladie était donc décrite comme intimement liée à l'utérus, la théorie admise étant que celui-ci se déplaçait dans le corps, créant les symptômes. Platon décrit ainsi ses causes et ses manifestations dans le Timée (91cd) : « La matrice est un animal qui désire ardemment engendrer des enfants ; lorsqu'elle reste longtemps stérile après l'époque de la puberté, elle a peine à se supporter, elle s'indigne, elle parcourt tout le corps, obstruant les issues de l'air, arrêtant la respiration, jetant le corps dans des dangers extrêmes, et occasionnant diverses maladies, jusqu'à ce que le désir et l'amour, réunissant l'homme et la femme, fassent naître un fruit et le cueillent comme sur un arbre ».

### Moyen Âge
L'hystérie médiévale est suffocatio matricis ou prefocatio matricis, traduction latine du grec et de l'arabe. L'utérus peut se déplacer vers le bas (observation probable de prolapsus génital) comme vers le haut, ce qui explique alors la suffocation et la perturbation des sens. D'où un traitement par fumigations de la suffocation de matrice : fumigation fétide par le nez et fumigation aromatique par le vagin pour repousser la matrice vers le bas. 
Pour le médecin médiéval, la suffocation de matrice est une maladie de la continence sexuelle. Elle touche surtout les vierges et les veuves, par rétention des sécrétions féminines d'origine sexuelle ou menstruelle. Pour Avicenne, le déplacement utérin n'est pas nécessaire, ce sont les substances retenues en excès qui se propagent par les vaisseaux ou les nerfs, expliquant l'apparition des symptômes critiques. Cette maladie a la faculté de se convertir en une autre, c'est la conversio terme utilisé à la fin du moyen âge, notamment par Jacques Despars.
Il existe deux formes de suffocation, la forme « spermatique » due à la rétention des sécrétions sexuelles. Selon Trotula, la femme porte en elle « une semence que la nature souhaite retirer au moyen du mâle ». Le meilleur remède est le mariage. Arnaud de Villeneuve recommande aux veuves et aux religieuses des frictions vaginales, et Albert le Grand distingue entre le manus polluens (masturbation péché) et le manus medicans (masturbation guérison) faite par auto-manipulation ou par sage-femme (aucune mention des médecins hommes).

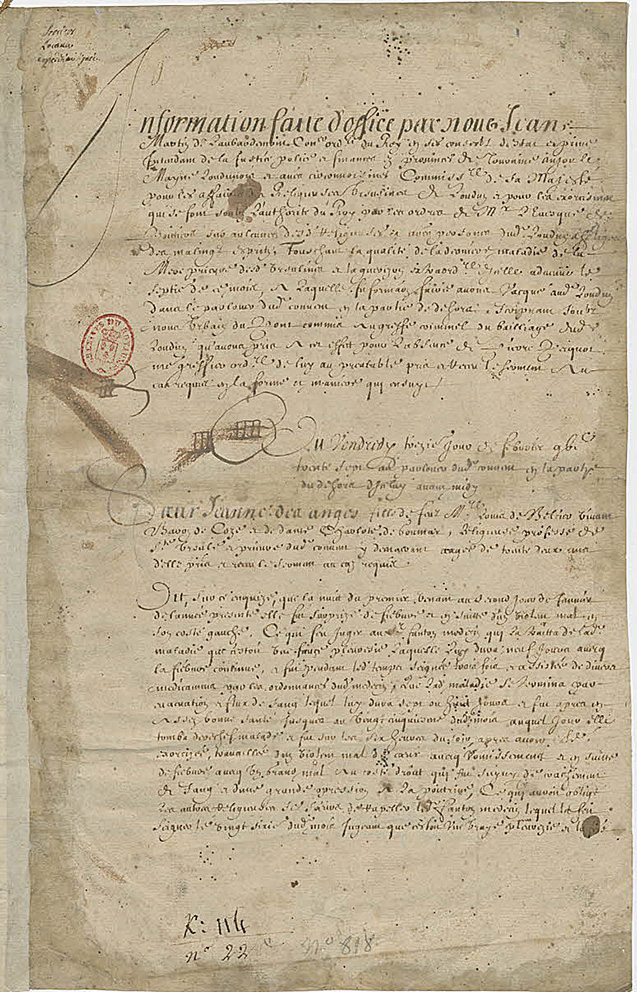
Interrogatoire de Jeanne des Anges pour exorcisme 1637, Affaire des démons de Loudun

La deuxième forme de suffocation porte sur le sang menstruel, qui doit être régulièrement évacué, ou nourrir le fœtus et être transformé en lait après l'accouchement, sous peine d'empoisonner le corps et l'âme. C'est le sort des femmes ménopausées  (la sorcière représentée comme vieille femme). 
Les convulsions et les suffocations sont regardées comme la manifestation d'un plaisir sexuel et donc d'un péché. Par l'influence de la doctrine augustinienne, l'approche médicale de l'hystérie est laissée de côté et le mot peu employé.
À la fin du Moyen Âge, les hystériques étaient parfois considérées comme possédées par le diable donc « soignées » par le seul traitement connu : l'exorcisme. 
Parfois elles pouvaient être considérées comme des sorcières et lynchées par leur voisinage, ou jugées par un tribunal pour cela, et éventuellement condamnées à être brûlées sur place publique (la plupart des bûchers ont pourtant eu lieu à l'époque moderne). La célèbre affaire de Loudun à la fin du XVIIe siècle donne une idée de la peur que suscitaient ces femmes et implicitement tout ce qui se rattachait à leur sexualité.
Le mal hystérique est entièrement « rationalisé » comme propre à la nature féminine par les médecins. Il s'explique de lui-même, en raison de l'appétit sexuel démesuré des femmes et de l'imperfection des substances qu'elles produisent. La possibilité d'une « hystérie masculine », pourtant envisagée par Galien, n'est pas retenue.
En 1559, Jacques Dubois affirme l'idée d'une débilité féminine. Au XVIe siècle, les troubles hystériques justifient l'exclusion des femmes des sphères du savoir et du pouvoir. C'est bien parce que les femmes sont soumises aux rythmes de leur sexe, sans autonomie de leur volonté et sans contrôle de leur propre corps, qu'elles doivent se soumettre à l'autorité des hommes.

### DuXVIIeauXVIIIesiècle
À partir du XVIIe siècle, des thèses apparaissent pour rejeter l'origine utérine des troubles hystériques. Charles Le Pois (1563-1633), dans ses Choix d'observations (1618), est le premier à définir ces troubles comme étant d'origine cérébrale. Il établit aussi l'existence d'une hystérie masculine.  Cette thèse est reprise par Thomas Willis (1621-1675) qui crée le terme de neurologia (neurologie), et Thomas Sydenham (1624-1689) qui fait de l'hystérie un « caméléon », capable de prendre toutes les formes par imitation. Ces nombreuses manifestations sont dues au fait que le système nerveux est présent dans toutes les parties du corps.
Thomas Sydenham  fait également de l'hypocondrie masculine et de l'hystérie féminine une même maladie appartenant au genre nerveux. Cette hypothèse cérébrale mène à une désexualisation de l'hystérie, sans pour autant changer la perception de l'animalité et de la faiblesse de la femme. Pour Sydenham, les femmes sont davantage victimes de ces troubles, à cause de leur vie sédentaire et oisive (au même titre que les hommes qui s'adonnent aux études) et par leur chair moins ferme et plus délicate.
En 1684, Charles de Barbeyrac (1629-1699) critique les théories anciennes utérines, en se demandant pourquoi ce mal ne touche pas toutes les religieuses. Il remarque qu'on ne trouve pas de semence croupissante chez les hystériques et que le col de leur matrice reste constamment ouvert, ce qui va à l'encontre d'une rétention. Il observe aussi des cas d'hommes atteints de « passion hystérique », et il en fait une forme d'épilepsie.
À la place de la « suffocation de la matrice » sont plutôt mentionnés les émotions, les « vapeurs », les « humeurs », comme le relève Michel Foucault, avec la confusion entre hystérie et mélancolie. Par exemple, Robert Whytt (1714-1766) professeur de médecine à l'université d'Édimbourg, publie en 1760 : Traité des maladies nerveuses, hypocondriaques et hystériques, à l'instar du français Joseph Raulin (1708-1784) Traité des affections vaporeuses du sexe, suivi par Pierre Pomme (de) (1735-1812) Traité sur les affections vaporeuses des deux sexes.
En 1769, William Cullen (1710-1790) introduit le terme de névrose pour désigner les maladies liées à une « force nerveuse », sans fièvre ni lésions localisées,.
Au cours du XVIIIe siècle, la conception démoniaque ou religieuse de l'hystérie et de la folie laisse la place aux conceptions savantes : d'après Élisabeth Roudinesco et Michel Plon, c'est surtout avec Franz-Anton Mesmer (1734-1815) que s'opère ce passage au milieu du XVIIIe siècle. En 1775, Mesmer remporte une victoire éclatante contre l'exorciste Josef Gassner en 1775, en montrant que ces guérisons relevaient du magnétisme (théorie du magnétisme animal).  Cette théorie été rejetée par la suite, l'hystérie restant une « maladie des nerfs ».  
Selon Henri Ellenberger, Mesmer pourrait être un précurseur, voire un fondateur, de la psychiatrie dynamique, en faisant du magnétiseur lui-même l'agent thérapeutique de ses guérisons : la relation étroite et influente du soignant avec son patient possède une valeur thérapeutique.

### DuXIXesiècleau début duXXesiècle
Plus tard, le médecin Pierre Briquet en décrivit systématiquement les manifestations qu'il a consignées dans son Traité de l'hystérie publié en 1847 et basé sur une clinique de 430 patientes vues à l'hôpital de la Charité à Paris. Il y définit la maladie comme une « névrose de l'encéphale dont les phénomènes apparents consistent principalement dans la perturbation des actes vitaux qui servent à la manifestation des sensations affectives et des passions ». Il dénombre un cas d'hystérie masculine pour vingt cas d'hystérie féminine. Il prétendait que cette affection était absente chez les religieuses, mais fréquentes chez les prostituées. Il a mis en évidence une composante héréditaire (25 % des filles d'hystériques le devenaient elles-mêmes); ainsi que des fréquences statistiques élevées de l'affection parmi les couches sociales inférieures et plus à la campagne qu'en ville.

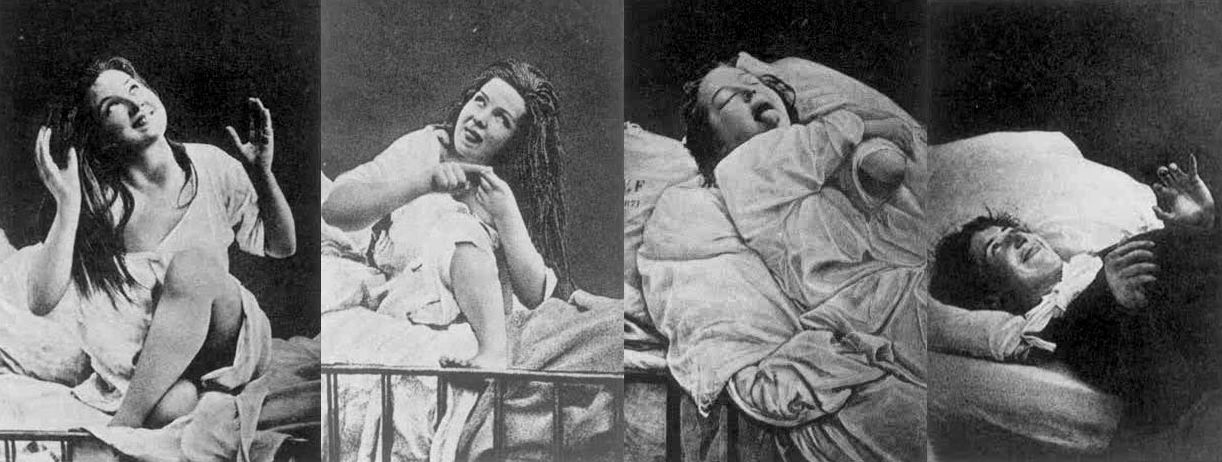
Hystériques sous hypnose à la Salpétrière par D.M. Bourneville et P. Régnard (1876-1880)

Le neurologue Charcot tout en conservant l'idée d'une cause organique et à son corps défendant - promut l'idée d'une origine psychogénétique de l'affection en faisant apparaître et disparaître les symptômes par hypnose.
Dans les leçons 18 à 22 des Leçons sur les maladies du système nerveux (1885-1887), portant sur sept cas d'hystérie masculine, Jean-Martin Charcot déclare que les symptômes hystériques sont dus à un « choc » traumatique provoquant une dissociation de la conscience.

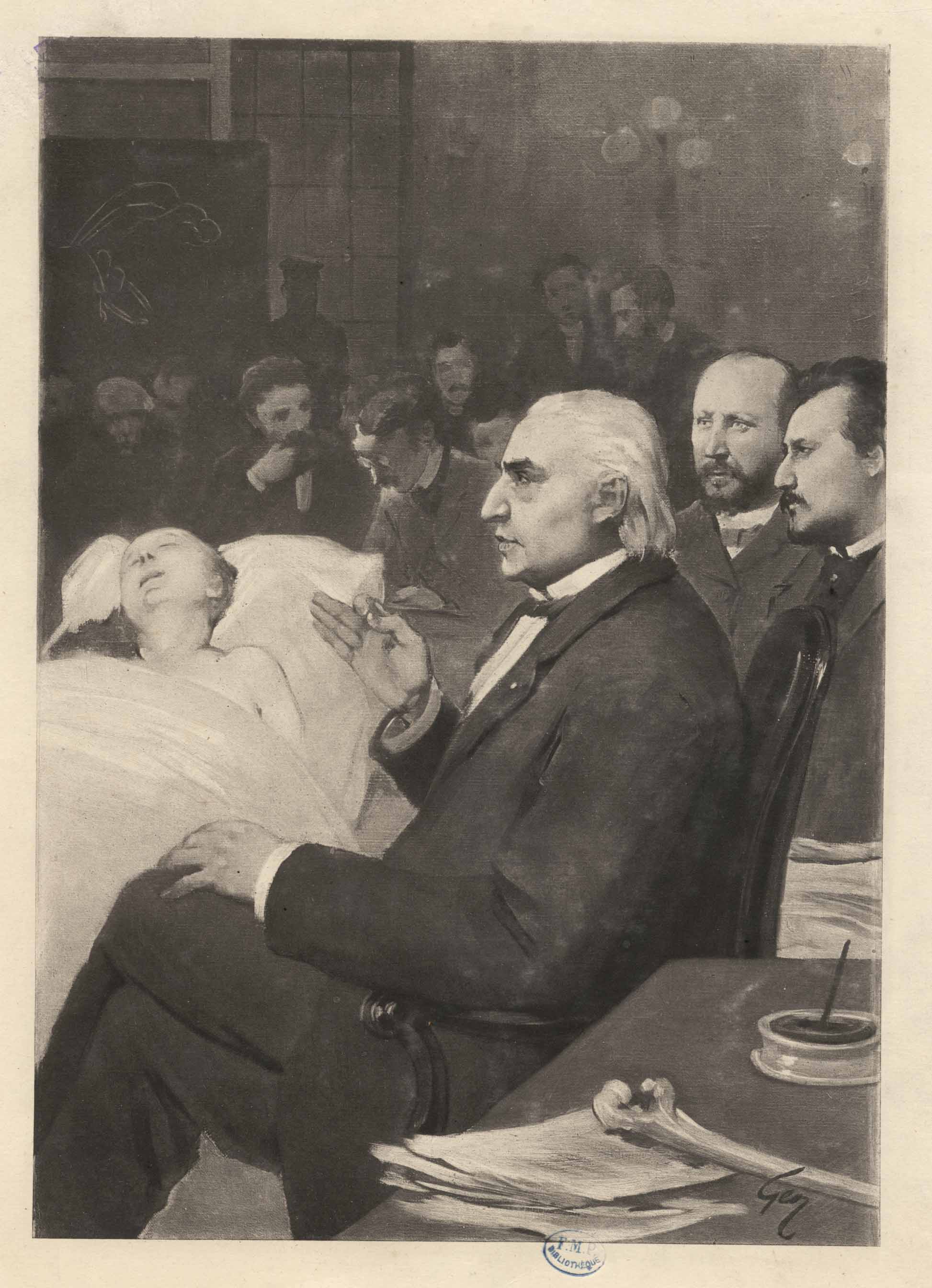
Jean-Martin Charcot

Il décrivait les manifestations de la grande crise hystérique en cinq périodes :
- Les grandes attaques hystériques,
- les formes mineures (crise syncopale, la crise à symptomatologie de type extra-pyramidal, l'hystéro-épilepsie, les crises tétaniformes),
- les états crépusculaires et états seconds (l'état crépusculaire hystérique, d'autres états crépusculaires, dits aussi « états seconds »),
- les amnésies paroxystiques,
- les attaques cataleptiques.

Dans son hommage à Jean-Martin Charcot, mort le 16 août 1893, Sigmund Freud explique comment Charcot « se retira de l'anatomie pathologique » pour « tourner son intérêt presque exclusivement vers l'hystérie ». Dans les mois d'hiver 1885-1886 de son séjour à Paris, où Freud suivait l'enseignement de Charcot à la Salpêtrière, explique-t-il, l'hystérie, « cette maladie nerveuse, la plus énigmatique de toutes, pour l'appréciation de laquelle les médecins n'avaient encore trouvé aucun point de vue valable, était justement à cette époque vraiment tombée en discrédit [...]. Dans l'hystérie, tout est possible, disait-on, et on ne voulait rien croire des hystériques ». Non seulement le travail de Charcot remit ce thème à l'honneur, mais on se déshabitua du « sourire moqueur » que pouvait susciter la malade, qui dorénavant n'était plus considérée nécessairement comme une simulatrice, Charcot s'étant fait, avec le poids de son autorité, « le champion de l'authenticité et de l'objectivité des phénomènes hystériques ».   
Proche collaborateur de Charcot, Joseph Babinski a déploré le manque de précision des descriptions du trouble hystérique. Il a ainsi distingué ce que n'est pas l'hystérie : « une maladie localisable, susceptible d'une définition anatomo-clinique et d'une description par accumulation de signes » et ce qu'elle était : « les phénomènes pithiatiques qui peuvent être reproduits par la suggestion ». (Babinski forge les termes « pithiatique » et « pithiatisme » en lieu et place d'hystérique et hystérie en 1901). À la suite de ses travaux, la névrose est trop souvent devenue ce « qui n'existe pas pour les neurologues ».
À l'opposé, Ambroise-Auguste Liébeault et Bernheim de Nancy (à la tête de l'école de Nancy) défendaient l'idée que l'hystérie était d'origine affective et émotive, en promouvant le traitement par psychothérapie hypnotique.[réf. nécessaire]

État mental et faciès dans l'hystérie masculine - Nouvelle iconographie de la Salpêtrière

Dans la même période, le neurologue Paul Julius Möbius s'est aussi intéressé à l’hystérie en en donnant la définition suivante en 1888 : « Sont hystériques toutes les manifestations pathologiques causées par des représentations ». Puis : « Une partie seulement des phénomènes pathologiques correspond par son contenu aux idées motivantes, c.à.d. à celles provoquées par des suggestions étrangères et des autosuggestions, dans le cas, par exemple, où l'idée de ne pouvoir mouvoir le bras entraîne une paralysie de celui-ci. D'autres phénomènes hystériques, tout en émanant bien de représentations, ne leur correspondent pas au point de vue du contenu. » Il prétendait ainsi que les manifestations hystériques sont idéogènes.
En 1890, à la Salpêtrière, le docteur Jacques Roubinovitch, élève de Charcot, soutient sa thèse «Hystérie mâle et dégénérescence».
En 1892, Pierre Janet donne des conférences sur l’hystérie au laboratoire de psychologie à la clinique de la Salpêtrière.

« Pierre Janet y avait opéré un glissement de l’hystérie «maladie neurologique» à l’hystérie «maladie mentale et psychique» »

#### L'ancien concept de psychose hystérique
Le  concept de psychose hystérique est un très ancien concept de la psychiatrie classique, introduit en 1878 par le psychiatre allemand Richard von Krafft-Ebing. Il apparaît en France en 1880 dans les travaux du psychiatre français Valentin Magnan ; celui-ci sépare le couple « psychose hystérique » du couple  « folie hystérique », laquelle « folie hystérique » était jusque là la notion nosographique la plus utilisée. Aujourd'hui, les deux concepts de folie hystérique et de psychose hystérique « semblent désuets et comme sortis d’un musée imaginaire de la psychiatrie, puisque depuis 1980 date de la disparition de l’hystérie dans le DSM-III, l’hystérie n’est plus restée qu’une affaire de psychanalystes attachés au corpus théorique freudien », écrit Manuella de Luca. Devenue marginale dans la nosographie française et source de polémiques, la psychose hystérique se situe aux confins de l'hystérie et pose toutefois la question de « l'émergence du délire chez l'hystérique » comme défense, quand le fantasme ne joue plus son rôle. 
Au seuil des années 1960 en France, « l’honneur d’avoir parlé le premier de la psychose hystérique, écrit Katrien Libbrecht, revient à Follin ». En 1961, celui-ci publie, en collaboration avec ses collègues Chazaud et Pilon, un article clinique (incluant plusieurs extraits de cas) sur les psychoses hystériques. « Cet article ne représente ni une recherche historique ni une quelconque élaboration théorique. Ce qui est remarquable, c’est la forme descriptive plurielle ». Selon Libbrecht, « la psychanalyse lacanienne reconnaît l’existence de phénomènes psychotiques dans l’hystérie (elle reconnaît même particulièrement un type d’hystérie qui peut présenter des traits psychotiques) mais elle n’y accorde pas une attention spéciale ». Au début des années 1980, Jean-Claude Maleval fait de la pierre de touche qu’était la folie hystérique un référent diagnostique. Travaillant à partir de la terminologie et des insights lacaniens, Maleval va tout d’abord se préoccuper de réhabiliter cette catégorie préfreudienne. Au début il n’attribue pas une structure spécifique à ce qu’on appelle la psychose hystérique, mais il plaide pour la réintroduction des anciennes catégories. Vient d’abord la folie hystérique, dans laquelle le délire hystérique occupe une position centrale en tant que symptôme.

#### Situation à la fin duXIXesiècle: invention de la psychanalyse

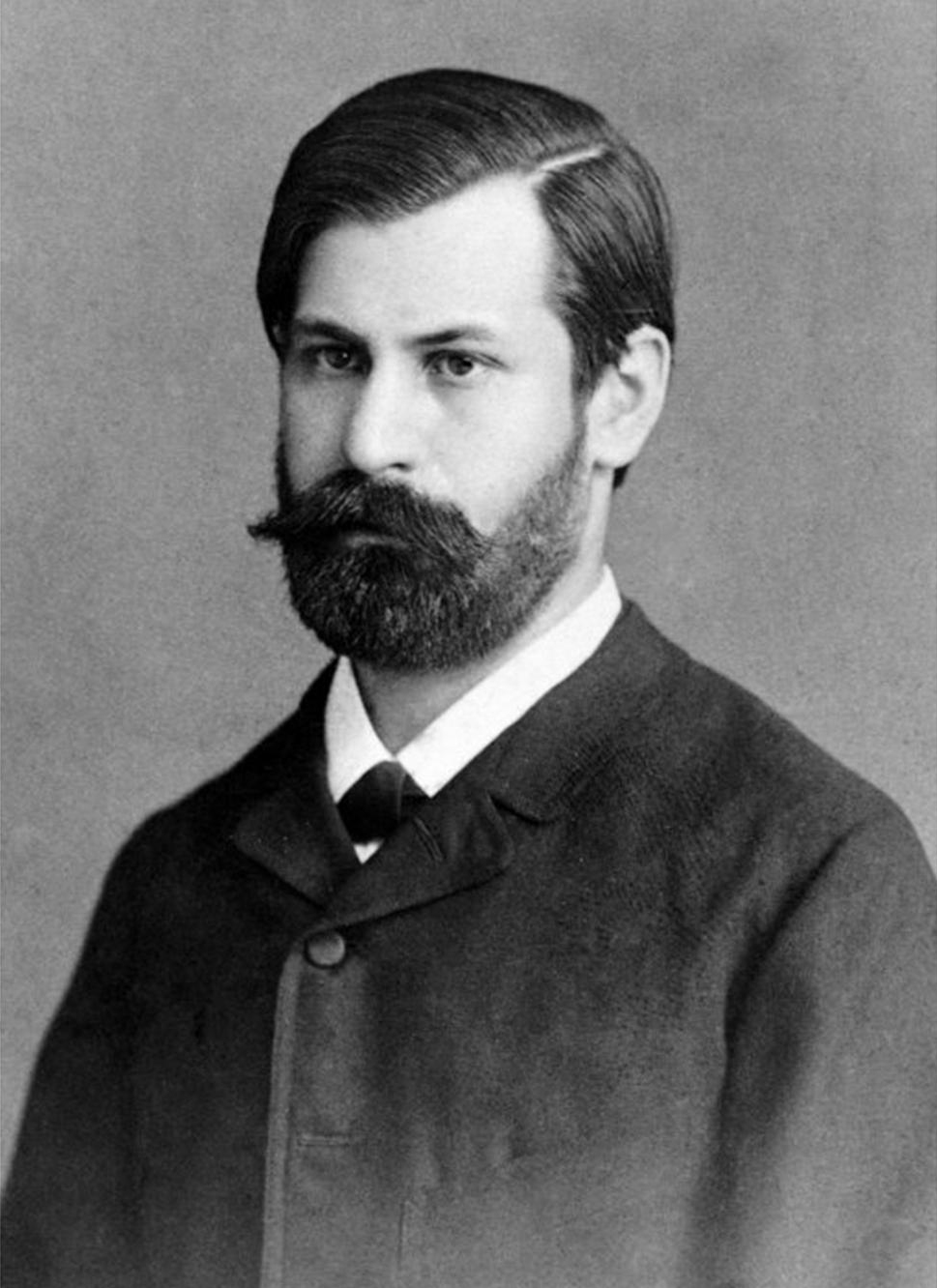
Sigmund Freud, 1885

Le voyage d'études de Sigmund Freud auprès du Professeur Charcot dans son service de la Salpêtrière à Paris a lieu durant l'hiver 1885-1886.
À la fin du XIXe siècle, en particulier sous l'influence de Charcot, l'hystérie pose à la pensée médicale et à la méthode anatomoclinique un problème qui amènerait à chercher une solution dans deux directions opposées : soit qu'en l'absence de lésion organique, les symptômes hystériques se trouvent rapportés « à la suggestion, à l'auto-suggestion, voire à la simulation », cette ligne de pensée est reprise par Babinski —, soit qu'est accordée à l'hystérie « la dignité d'une maladie comme les autres » : dans ce cas, c'est la voie suivie par Charcot, cette maladie se doit d'être « aussi définie et précise dans ses symptômes qu'une affection neurologique ».
Breuer et Freud (ainsi que Janet, mais selon une autre perspective) vont dépasser une telle opposition. À l'instar de Charcot, Freud considère l'hystérie comme une maladie psychique bien définie qui exige une étiologie spécifique. D'un autre côté, il cherche à en établir le « mécanisme psychique », ce qui le rapproche de tout un courant (auquel appartient Janet avec son ouvrage L'état mental des hystériques, 1884) « qui fait de l'hystérie une “maladie par représentation” ».
D'après Jean Laplanche et J.-B. Pontalis, « la mise à jour de l'étiologie psychique de l'hystérie va de pair avec les découvertes principales de la psychanalyse (inconscient, fantasme, conflit défensif et refoulement, identification, transfert, etc.) ».

#### De Charcot à Freud: l'hystérie masculine

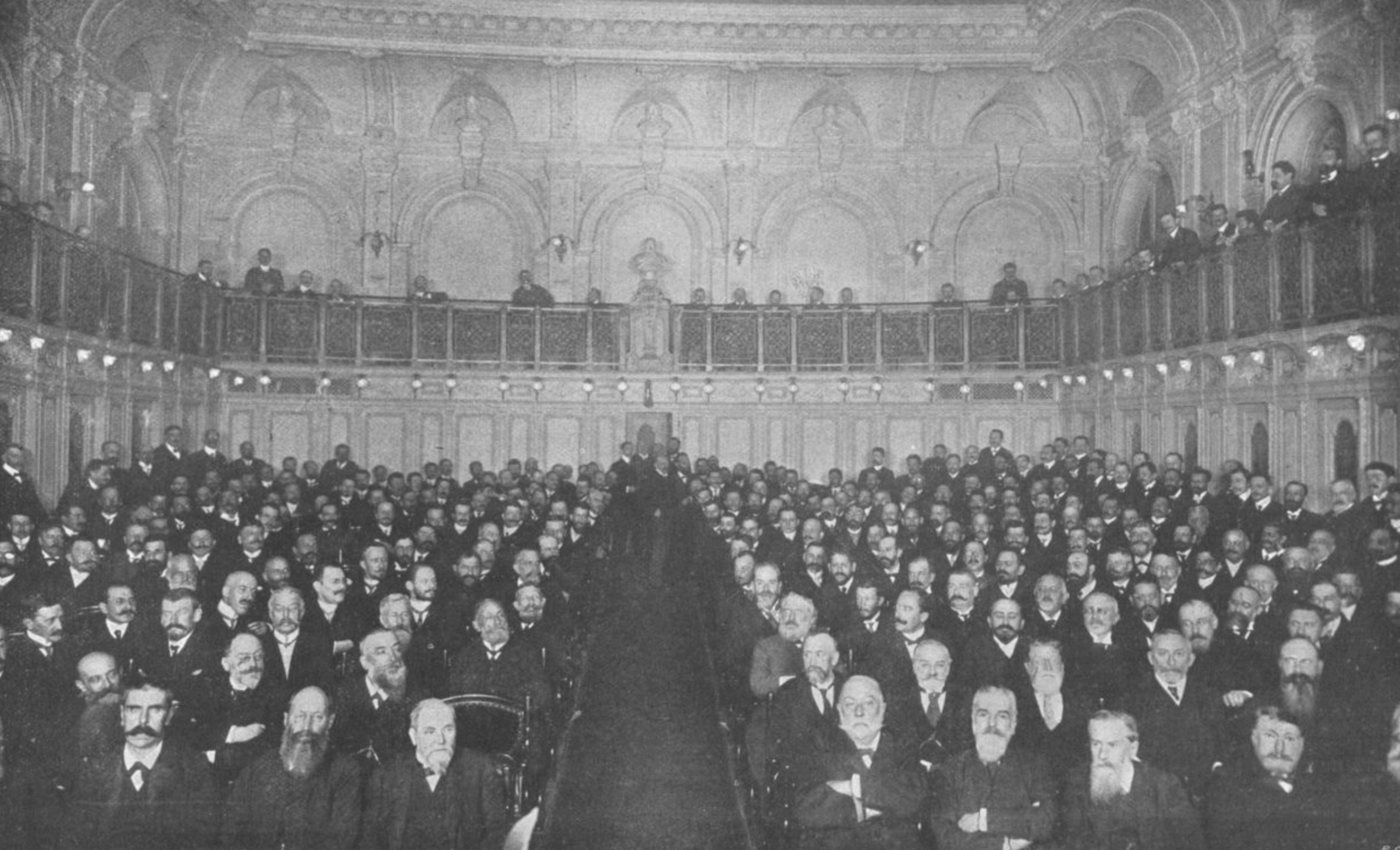
En 1886, Sigmund Freud présentera sa communication De l'hystérie masculine devant la Gesellschaft der Ärzte in Wien, la « Société de médecine de Vienne ».

Avant Freud, rapporte Jean-François Rabain, « Charcot avait fait de l'hystérie masculine un cheval de bataille pour sortir l'hystérie de son ancrage millénaire : le corps féminin ». Le 15 octobre 1886, une conférence de Freud sur l'hystérie masculine tenue à la Société de médecine de Vienne « fut l'objet d'un remarquable quiproquo ».
Avec Charcot, qui sera « l'homme de la “neurologisation” de l'hystérie », la conception traditionnelle d'une hystérie féminine ou « gynécologique » va se voir abandonnée pour « la conception moderne d'une hystérie d'origine psychique, conception qui sera pleinement développée par Freud ».
Charcot considère en effet que « l'hystérie mâle n'est pas, tant s'en faut, très rare » : il s'élève contre une hystérie masculine qui serait réservée aux poètes, aux hommes de classes privilégiées ou considérés comme « efféminés ». Il constate que les patients qui se présentent à la consultation de la Salpêtrière « ne correspondent pas [...] au schéma de l'hystérie cultivée ». Pour la plupart, écrit-il, ce sont « des hommes robustes présentant tous les attributs du sexe mâle, des militaires, des artisans mariés et pères de famille, des hommes en un mot ». Tandis que Pierre Briquet « croit à une essence masculine ou féminine fondée sur la différence des sexes, Charcot va montrer que l'hystérie n'est pas une affaire de classe sociale ou de différence de genre. Il va généraliser la notion d'hystérie masculine ».
Lorsque, encore sous l'influence de Charcot, Freud présente  le 15 octobre 1886 sa communication « De l'hystérie masculine » devant la célèbre Gesellschaft der Ärzte in Wien (de), la « Société de médecine de Vienne », il crée, écrit Élisabeth Roudinesco citée par J.-F. Rabain,  « un formidable imbroglio », en attribuant dans son enthousiasme « au Maître de la Salpêtrière, la paternité de la notion d'hystérie masculine, déjà connue à Vienne ». Il se heurte à un milieu incrédule et hostile et cessera de fréquenter les sociétés savantes. L'idée d'une hystérie masculine connaît cependant une certaine postérité par la suite, à la faveur notamment de la Première Guerre mondiale, dont un nombre assez important de blessés psychiques sont diagnostiqués d'hystériques, notamment en Allemagne, quand on parle de shell shock en Grande-Bretagne ou de syndrome de l'obus en France.

### DuXXesiècleau début duXXIesiècle
À la fin du XXe siècle, le psychiatre et psychanalyste Philippe Jeammet  s'interroge sur les « relations toujours actuelles » entre la psychanalyse et la psychiatrie. « Le fait que cette interrogation demeure après un siècle d'existence illustre à lui seul l'importance que garde la psychanalyse » dans cette période d'avancement rapide des connaissances, « des modes et des engouements thérapeutiques passagers, et en pleine décennie dite “ des neurosciences” », dit-il. Selon lui, l'apport essentiel de Freud concerne les psychonévroses de défense : hystérie, phobie, névrose obsessionnelle. Freud a contribué à faire entrer ces affections dans la nosographie psychiatrique et a fourni pour elles un « modèle étiopathogénique qui perdure jusqu'à nos jours même si des courants actuels puissants tentent de le démanteler ».

## Psychanalyse

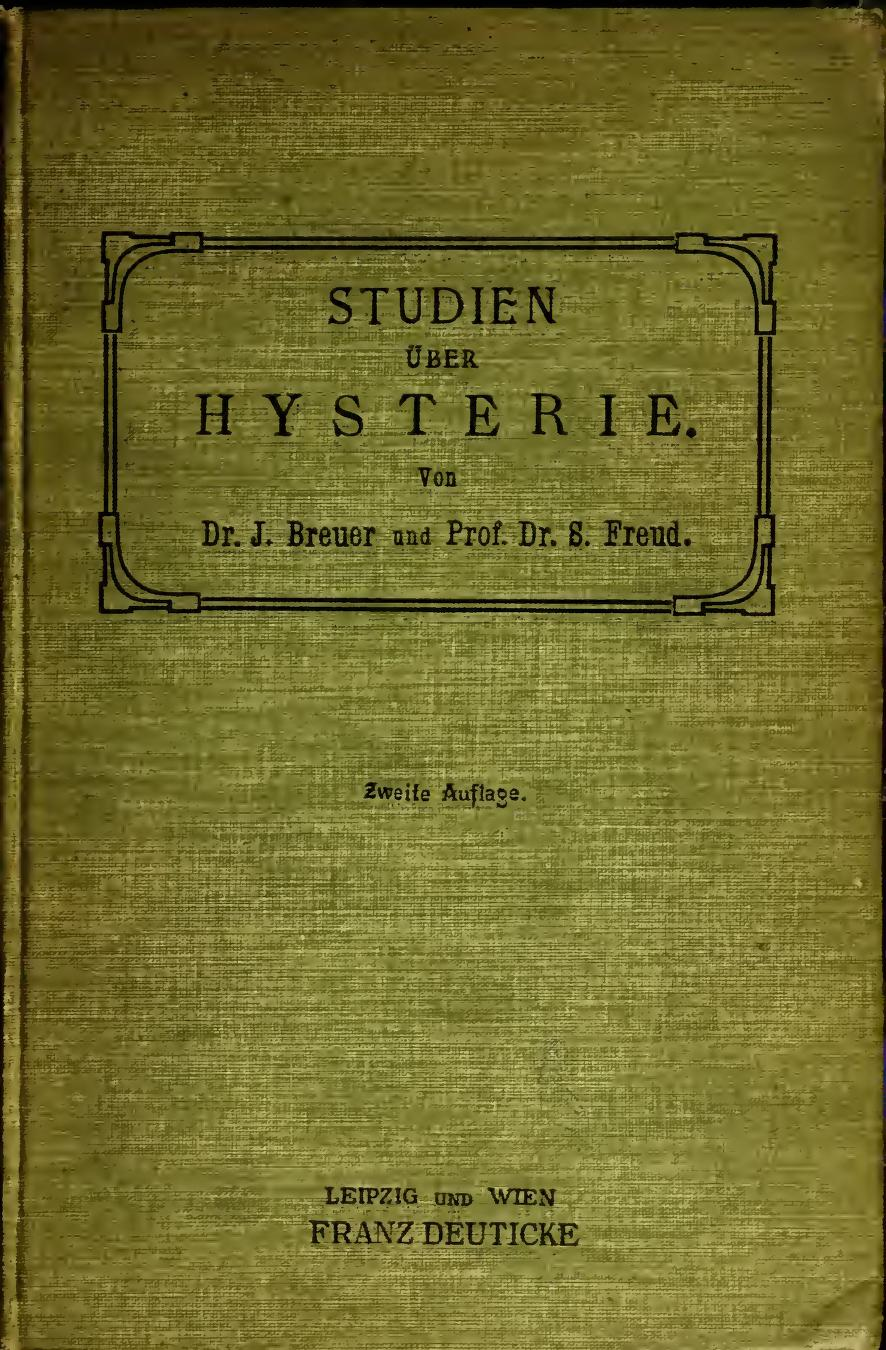
1909 : 2e édition de Studien über Hystérie (1e parution : 1895).

Le Vocabulaire de la psychanalyse définit l'hystérie comme une « classe de névroses présentant des tableaux cliniques très variés »,. Les deux formes symptomatiques les mieux isolées sont l'hystérie de conversion et l'hystérie d'angoisse. Pour Jean Laplanche et J.-B. Pontalis, la spécificité de l'hystérie tient à la prévalence d'un certain type d'identification (identification hystérique), de certains mécanismes comme le refoulement qui est souvent manifeste, ainsi que dans l'affleurement du conflit œdipien, lequel se joue principalement dans les registres phallique et oral. Selon l'historien Mark Micale, Freud est le théoricien le plus important dans la longue histoire de cette névrose, sa place y est solide et centrale.

### L'hystérie dans l'histoire de la psychanalyse
L'hystérie se rattache en psychanalyse au champ des psychonévroses. Selon Elsa Schmid-Kitsikis, la catégorie nosographique de psychonévrose de défense, que Sigmund Freud isole en 1894 (« Les psychonévroses de défense », 1894), désigne « les affections névrotiques et psychotiques caractérisées par les relations conflictuelles qu'entretiennent l'affect et la représentation : hystérie, obsession, phobie, psychoses hallucinatoires ». « Les psychonévroses de défense » représentent pour Freud  « une contribution à “la théorie de l'hystérie ou plutôt  à une modification de celle-ci qui tient compte [...] d'un important caractère commun à l'hystérie et aux névroses en question” ». En 1896 (« Nouvelles remarques sur les psychonévroses de défense », 1896), Freud fait de la défense « le point nucléaire dans le mécanisme psychique des névroses ».  

#### Études sur l'hystérieet «cas Emma»

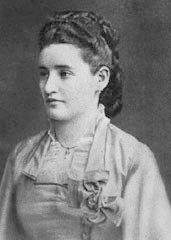
Anna O., patiente de Josef Breuer, Études sur l'hystérie

Dès 1883, Josef Breuer a parlé à Freud de son traitement de sa patiente Anna O. alias Bertha Pappenheim qui souffrait de troubles hystériques. Les avatars transférentiels et contre-transférentiels de cette cure menée par Breuer ont donné lieu à toute une série de travaux.
En 1893, Freud et Breuer publient leurs études où ils analysent la causalité psychotraumatique et le traitement par la méthode cathartique. Freud élabore les notions de psychonévrose de défense et de libido. Deux ans plus tard seront publiées les Études sur l'hystérie (1895) avec la présentation des troubles moteurs et de la sensibilité du cas  Anna O. et leur interprétation : anesthésie tactile aléatoire, perte temporaire de l'ouïe, contracture changeantes des extrémités et perceptions visuelles erronées ; expression corporelle de souvenirs traumatiques refoulés sous forme d'une hystérie de conversion. 
Breuer n'était cependant pas d'accord avec Freud sur le fait que toutes les hystériques avaient subi un traumatisme sexuel, la plupart du temps une « séduction » d'adulte (dans des termes actuels : une agression sexuelle)[réf. souhaitée]. 
Le « cas Emma » est rapporté dans la deuxième partie de l' Esquisse (écrit en 1895) intitulée « Psychopathologie » où il est question de la « psychopathologie de l'hystérie ». Il va donner lieu pour Freud à un développement théorique sur le refoulement hystérique et la notion de « proton pseudos » ou « premier mensonge hystérique ».

#### La théorie de la séduction et son abandon
Selon Henri Sztulman, la théorie de la séduction, modèle métapsychologique élaboré entre 1895 et 1897, confère « un statut étiologique au souvenir de scènes réelles de séduction dans l'apparition des psychonévroses ». Fort du récit de ses patients, Freud peut rendre compte désormais de sa découverte clinique dans sa théorisation du refoulement de la sexualité infantile. Dans une lettre à Wilhelm Fliess du 21 septembre 1897, il écrit : « Et maintenant, il faut que je te confie tout de suite le grand secret qui, au cours de ces derniers mois, a lentement commencé à devenir clair. Je ne crois plus à ma neurotica ». Il a eu en effet la surprise de constater, poursuit-il, que « dans chacun des cas il fallait accuser le père de perversion [...] une telle généralisation des actes pervers commis envers les enfants semblait peu croyable ». Il découvre que les scènes de séduction peuvent être le résultat de « constructions fantasmatiques dont le but est de dissimuler l'activité autoérotique de l'enfant ».  Il remet alors en question sa première théorie jugée invérifiable dans la réalité.  Il est habituel de considérer que cet abandon de la théorie de la séduction représente l'un des moments fondateurs de la construction de la théorie psychanalytique et de l'abandon du modèle neurologique,. D'après Didier Anzieu, l'élaboration psychique intense de Freud dans les deux semaines qui suivent la mise en doute de sa  neurotica aboutit à la découverte du complexe d'Oedipe. 
Sándor Ferenczi reproche à Freud l'abandon de sa première théorie des neurotica. Dans Confusion des langues, il aborde la question d'une séduction réelle d'un enfant par un adulte, comprenant cette séduction comme la confusion de deux registres : celui de la sexualité génitale, qui est propre à l'adulte, et celui de la sexualité infantile.
L'abandon par Freud de sa neurotica a donné lieu à une abondante littérature,. Le philosophe Yvon Brès distingue trois périodes : 1) Autour de 1970, un grand nombre de psychanalystes et de philosophes, le plus souvent français, ont fait de l'abandon de la théorie de la séduction, « l'acte de naissance de la “vraie” psychanalyse », c'est-à-dire et selon eux, « celle qui s'intéresse au fantasme et non à l'événement, à la “réalité psychique” et non à la vérité historique ». 2) La réaction se fait jour autour de 1980 : Freud est soupçonné d'avoir eu « des raisons inavouables — conscientes ou inconscientes — de cesser de croire que ses patientes avaient été violées » (Mary Balmary, L'homme aux statues, 1979 ; Marianne Krüll, Freud und sein Vater, Munich, 1979, trad. française Sigmund fils de Jacob, 1983 ; Jeffrey Moussaieff Masson, The Assault on Truth, New York, 1984, trad. franç. Le réel escamoté,) ; 3) Dans une troisième période, Freud n'aurait pas cessé de s'intéresser aux souvenirs traumatiques oubliés, il aurait « tout au long de sa vie, accordé de l'importance aux expériences sexuelles infantiles ». En 1994, Yvon Brès considère que « le débat n'est évidemment pas clos » :
- Années 1970 : André Green écrit en 1972 à propos de ce changement de théorie : « Ce qui est en jeu ce n'est pas la séduction agie, ce sont les signes minimaux, porteurs d'un tel désir qui sont reconnus par la fille, comme le jaloux reconnaît le comportement séducteur de son amante à l'égard du rival. Ce qui est en jeu, c'est la fonction de méconnaissance du désir de la fille qui souhaite être séduite »[61].
- Années 1980 : Jeffrey Moussaieff Masson publie son enquête (Le Réel escamoté) sur les cas traités par Freud et insiste pour le rétablissement de la théorie de la séduction, en considérant que neuf ans après avoir abandonné sa théorie initiale, selon laquelle l'hystérie est causée par des abus sexuels pendant la petite enfance, il soutenait en effet que ces souvenirs sexuels étaient des fantasmes d'actes n'ayant jamais eu lieu[62].

#### Le cas Dora
Dans le cas Dora (1905), le rôle du désir œdipien est déjà bien envisagé par Freud, même si celui-ci, d'après Michel Neyraut, s'est certainement trompé dans sa technique psychanalytique.

Freud arriva à la conclusion que Dora « était amoureuse de son père ». Le tout étant vécu de manière inconsciente et sous le sceau du refoulement, des déplacements, etc. Il précise : 

« J'ai appris à considérer de pareilles relations amoureuses inconscientes entre père et fille, mère et fils, comme la reviviscence de germes sensitifs infantiles. Ils sont reconnaissables à leurs conséquences anormales. J'ai exposé ailleurs (dans l'interprétation des rêves) avec quelle précocité se manifestait l'attraction sexuelle entre parents et enfants, et j'ai montré que le mythe d'Œdipe devait sans doute être compris comme une adaptation poétique de ce qui est typique dans ces relations. »
Il ajoute encore et à propos de ces névrosés :
« Cette inclination précoce de la fille pour son père et du fils pour sa mère, dont on trouve probablement trace chez la plupart des gens, doit être considérée comme étant dès le début, plus intense chez les personnes prédestinées à la névrose par leur constitution (…). »

### Formes symptomatiques de l'hystérie

#### Hystérie de conversion
Pour Jacqueline Schaeffer, c'est l'hystérie de conversion qui est « à l'origine de la découverte de la psychanalyse en tant que méthode de compréhension psychopathologique et de traitement ». Dans l'hystérie de conversion, le conflit psychique se symbolise selon des symptômes corporels divers, paroxystiques (« crise émotionnelle avec théâtralisme » par exemple) ou plus durables (anesthésies, paralysies hystériques, « sensation de “boule” pharyngienne, etc.) ». En assistant aux présentations de malades hystériques de Charcot, Freud est frappé par la « belle indifférence » que celles-ci manifestent à leur souffrance et il suspecte d'abord la dissimulation d'un secret, « celui d'une séduction infantile traumatique réellement advenue ». Il découvre alors que « les hystériques “souffrent de réminiscences” ». 

##### Notion de «conversion»
Le terme de « conversion » et sa définition apparaissent pour la première fois chez Freud en 1894 dans son article « Les psychonévroses de défense », Roger Perron cite Freud : « Dans l'hystérie la représentation inconciliable est rendue inoffensive par le fait que sa somme d'excitation est reportée dans le corporel, processus pour lequel je proposerais le nom de “conversion” [...] le moi a ainsi réussi à se libérer de la contradiction, mais en échange, il s'est chargé d'un symbole mnésique, innervation motrice insoluble ou sensation hallucinatoire revenant sans cesse ». Selon Perron, Freud a d'abord considéré le mécanisme de conversion comme spécifique de l'hystérie, en différenciant celle-ci des autres psychonévroses de défense (obsessions et phobies). L'hystérique y aurait été prédisposée en raison d'une « complaisance somatique », par exemple dans le cas Dora (1905).
Par ailleurs, souligne Roger Perron, Freud a distingué très tôt les psychonévroses de défense (dont fait partie l'hystérie) des névroses actuelles (neurasthénie, névrose d'angoisse, hypocondrie). Ce sont les travaux modernes de psychosomatique qui « ont redonné une vive actualité » à la notion longtemps éclipsée de « névrose actuelle ».

#### Hystérie d'angoisse
Dans l'hystérie d'angoisse, la libido n’est pas « convertie » comme dans l'« hystérie de conversion », mais libérée sous forme d’angoisse. L'angoisse « est fixée de façon plus ou moins stable à tel ou tel objet extérieur (phobies) ». Dans la névrose phobique, les « objets externes » sur lesquels l'angoisse se focalise, peuvent être des choses, des personnes ou des situations. D'après Francis Drossart, il s'agit en l'occurrence d'une « angoisse de castration renvoyant à un scénario oedipien ».
Selon François Perrier, l'observation que Sigmund Freud publie en 1909, Analyse d'une phobie chez un petit garçon de cinq ans (Le petit Hans) (dans la traduction de Marie Bonaparte, 1928/1935) est « une référence exemplaire et irremplaçable pour la compréhension du phénomène phobique » : pour Freud en effet, la phobie de Hans est liée au conflit œdipien et s'organise à partir du complexe de castration, lié lui-même à la différence des sexes.

### Contribution de Freud à l'évolution du diagnostic
Selon Micale, c'est Freud, par ses innovations théoriques, qui a contribué sur le long terme au déclin du diagnostic  d'hystérie : avec les notions de « psychonévrose de défense » et en particulier de « névrose d'angoisse », il a reclassé divers anciens schémas de comportements précédemment identifiés comme hystériques et neurasthéniques. En redéfinissant la névrose hystérique de manière causale, c'est-à-dire sur les bases d'un mécanisme psychologique de conversion, plutôt qu'au travers de ses symptômes, il a détaché le concept d'hystérie de la vieille idée pathognomonique d'un groupe de symptômes, conduisant à la réduction du matériel clinique du diagnostic. En résumé, c'est l'« atomisation » du diagnostic classique d'hystérie, il y a un siècle, et sa reconstitution en divers endroits et sous divers noms qui a « donné l'illusion rétrospective de la disparition de l'entité pathologique elle-même », d'après Micale.

## Classifications psychiatriques actuelles
Selon Mark S. Micale, qui y consacre un ouvrage entier en 1994, la grande majorité des psychiatres en exercice n'acceptent plus et ne posent plus de diagnostic d'hystérie. En outre, les choix de vie, tels que la décision de ne pas se marier, ne sont plus considérés comme symptômes de troubles psychologiques tels que l'hystérie.
Un élément important dans cette déconstruction médicale du concept d'hystérie est la publication des études de cas qui mèneront à la caractérisation du trouble de la personnalité multiple (puis trouble dissociatif de l'identité), dont une étude de 14 cas publiée en 1980.
Le courant de la psychiatrie inspiré du behaviorisme a abandonné les modèles notamment janétien et freudien sur les névroses et notamment l'hystérie, terme qui a disparu du vocabulaire à la faveur des catégories CIM de trouble somatoforme et de trouble de la personnalité histrionique (DSM).
D'après le psychiatre Chethan Basavarajappa, « hystérie » est un terme désuet, utilisé péjorativement pour désigner un excès émotionnel ingérable, et pour faire référence à un état d'esprit ou d'émotion temporaire.
Selon la psychiatre Carol S. North, la classification des troubles précédemment connus sous le nom d'hystérie et les désordres qui lui sont phénoménologiquement reliés a été discutée et est instable depuis longtemps. L'examen de la longue histoire des difficultés conceptuelles jusque dans les classifications actuelles, peut aider à comprendre les controverses actuelles. La révision de ces classifications est nécessaire. Une nouvelle classification fondée phénoménologiquement serait plus compatible avec les objectifs agnostiques et athéoriques du DSM.  
Selon la neurologue Selma Aybek et al. l'hystérie existe toujours même si le terme, jugé péjoratif, a été abandonné et qu'on lui préfère des termes plus descriptifs comme troubles dissociatifs, troubles de conversion ou troubles fonctionnels et elle est une pathologie fréquente et invalidante. L'établissement d'un diagnostic est difficile mais de plus en plus de signes cliniques sont disponibles et le taux d'erreur est bas ; l'étiologie est psychiatrique comme des traumatismes en particulier dans l'enfance, le stress, l'anxiété ou la dépression ; l'imagerie cérébrale a montré des modifications dans le cerveau établissant pour la première fois un support neurologique à l'hystérie.
Selon le neuroscientifique Jon Stone et al., la disparition de l'hystérie est une illusion : ce n'est pas soutenue par les données médicales, la neurologie a échoué à en donner un explication et s'en est désintéressée, les patients avec de tels symptômes ne consultent pas les psychiatres et les erreurs de diagnostics hystériques ont été surévalués.
Selon une étude de la psychologue Rosemary Cogan et al., le lien entre activité sexuelle et hystérie, hypothèse déjà faite par Freud, et développée plus largement dans le Manuel diagnostique psychodynamique est prouvé  empiriquement.

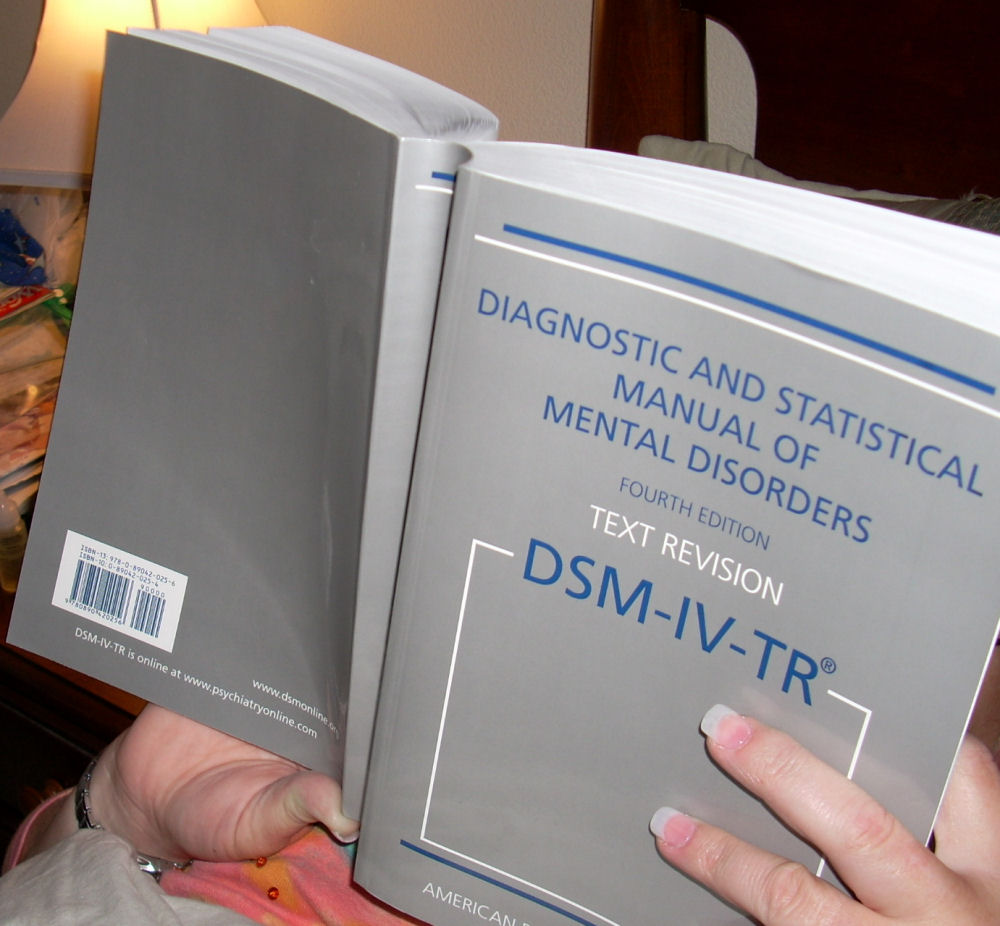
Manuel diagnostique et statistique des troubles mentaux (DSM{IV}TR).

### Manuel diagnostique et statistique des troubles mentaux
Le « concept d'hystérie » est, selon les mots de l'historienne Cecilia Tasca et de son équipe, « éliminé » en 1980 avec la publication de la troisième édition du Manuel diagnostique et statistique des troubles mentaux (DSM), un outil professionnel de classification des troubles mentaux publié par l'association américaine de psychiatrie et dont les classicifations servent de base au niveau mondial.
« Les symptômes hystériques sont en fait considérés comme une manifestation des troubles dissociatifs ».
La psychiatre Elizabeth S. Bowman, qui plaide, parmi d'autres, pour un rattachement des troubles de conversions aux troubles dissociatifs, affirme que si le mariage entre conversion et dissociation hystérique a été annulé avec le DSM-III, celui-ci et ses deux successeurs ont placé les conversions et autres manifestations de l'hystérie parmi les troubles somatoformes, les manifestations psychologiques de l'hystérie devenant des troubles dissociatifs, ce qui met l'accent sur les symptômes physiques plutôt que sur les causes sous-jacentes ; « les termes, névrose et hystérie, ont disparu du DSM mais ne sont pas morts ».

### CIM-10 et CIM-11
La CIM-10 de l'Organisation mondiale de la santé, dixième édition de cette classification internationale des maladies parue en 1990, « élimine » elle aussi le diagnostic d'hystérie. Il y est remplacé par le trouble dissociatif et le trouble de conversion
La CIM-10 liste les caractéristiques des troubles de la personnalité histrionique (F60.4) comme suit. Ils sont caractérisés par au moins trois des éléments suivants :
- auto-dramatisation, théâtralité, expression exagérée des émotions ;
- suggestibilité, influence facile par autrui ou par les circonstances ;
- affectivité labile et superficielle ;
- recherche continue d'excitation et d'activités dans lesquelles le patient est au centre de l'attention ;
- séduction inappropriée dans l'apparence ou dans le comportement ;
- importance excessive de son apparence physique.

## Réception de l'hystérie dans la culture

### Hystérie, féminité et devenir dans la modernité
Pour Hippocrate, les Égyptiens de l'Antiquité et nombre de leurs successeurs y compris dans la médecine des Lumières jusqu'à Jean-Martin Charcot, le phénomène hystérique était limité aux femmes comme l'origine du mot hystérie (utérus en grec) le souligne d'ailleurs d'emblée. Cette pathologie est restée fortement associée à la féminité, en dépit des efforts au XIXe siècle de Charcot, Janet, Freud, Breuer, etc. qui ont chacun démontré l'existence d'hystéries chez les hommes.

### L'hystérie de Charcot, l'art, la littérature
Alors que les expériences de Charcot à la Salpêtrière sont le prélude à une réflexion théorique sur l'hystérie, le poète Baudelaire s'interroge sur l'usage que l'artiste pourrait faire de l'application volontaire des phénomènes qui attirent ainsi l'attention des savants de son temps :
« L'hystérie ! Pourquoi ce mystère physiologique ne ferait-il pas le fond et le tuf d'une œuvre littéraire, ce mystère que l'Académie de médecine n'a pas encore résolu, et qui, s'exprimant dans les femmes par la sensation d'une boule ascendante et asphyxiante (je ne parle que du symptôme principal), se traduit chez les hommes nerveux par toutes les impuissances et aussi par l'aptitude à tous les excès ? ». « J'ai cultivé mon hystérie avec jouissance et terreur », écrit Charles Baudelaire dans ses Carnets intimes.
Le philosophe et historien Georges Didi-Huberman souligne l'importance des actes de mise en scène des patientes hystériques par Charcot et les médecins de son époque : « on découvre l'espèce de théâtralité stupéfiante, excessive, du corps hystérique ». Didi-Huberman parle à ce titre d'« invention de l'hystérie », en raison du rôle important de cette mise en scène dans l'acception populaire du phénomène d'hystérie.
Sabine Arnaud publie en 2014, L’invention de l’hystérie au temps des Lumières (1670-1820) qui est un contrepoint de l'ouvrage de Georges Didi-Huberman. Elle retrace une histoire genrée de la maladie.
Les surréalistes, notamment André Breton, ont été très réceptifs à l'hystérie.
Le roman Grand Paradis, d'Angélique Villeneuve, retrace l'enquête d'une femme sur son arrière-grand-mère, hospitalisée pour hystérie dans le service du Pr Charcot à la Salpêtrière en 1889.

### xxeetxxiesiècles: l'hystérie au cinéma
- Augustine est un film français d'Alice Winocour (2012) qui narre la fiction d'une relation entre Jean-Martin Charcot (interprété par Vincent Lindon) et l'une de ses patientes atteinte d'hystérie nommée Louise Augustine Gleizes, connue sous le prénom Augustine (interprétée par Soko).
- A Dangerous Method (2011) de David Cronenberg, où Keira Knightley joue le rôle d'une patiente hystérique Sabina Spielrein, qui fut soignée par Carl Gustav Jung (interprété par Michael Fassbender), disciple de Sigmund Freud (interprété par Viggo Mortensen). Elle devint l'amante de Jung avant de devenir elle-même psychiatre.
- Oh My God! (Hysteria) est une comédie romantique britannique réalisée par Tanya Wexler, sortie en 2011. Dans le Londres victorien, le docteur Mortimer Granville, avec l'aide de son ami Edmund St. John-Smythe, invente le vibromasseur comme remède à la prétendue « hystérie féminine »…

### Usage péjoratif et oppressif de la notion d'«hystérie»

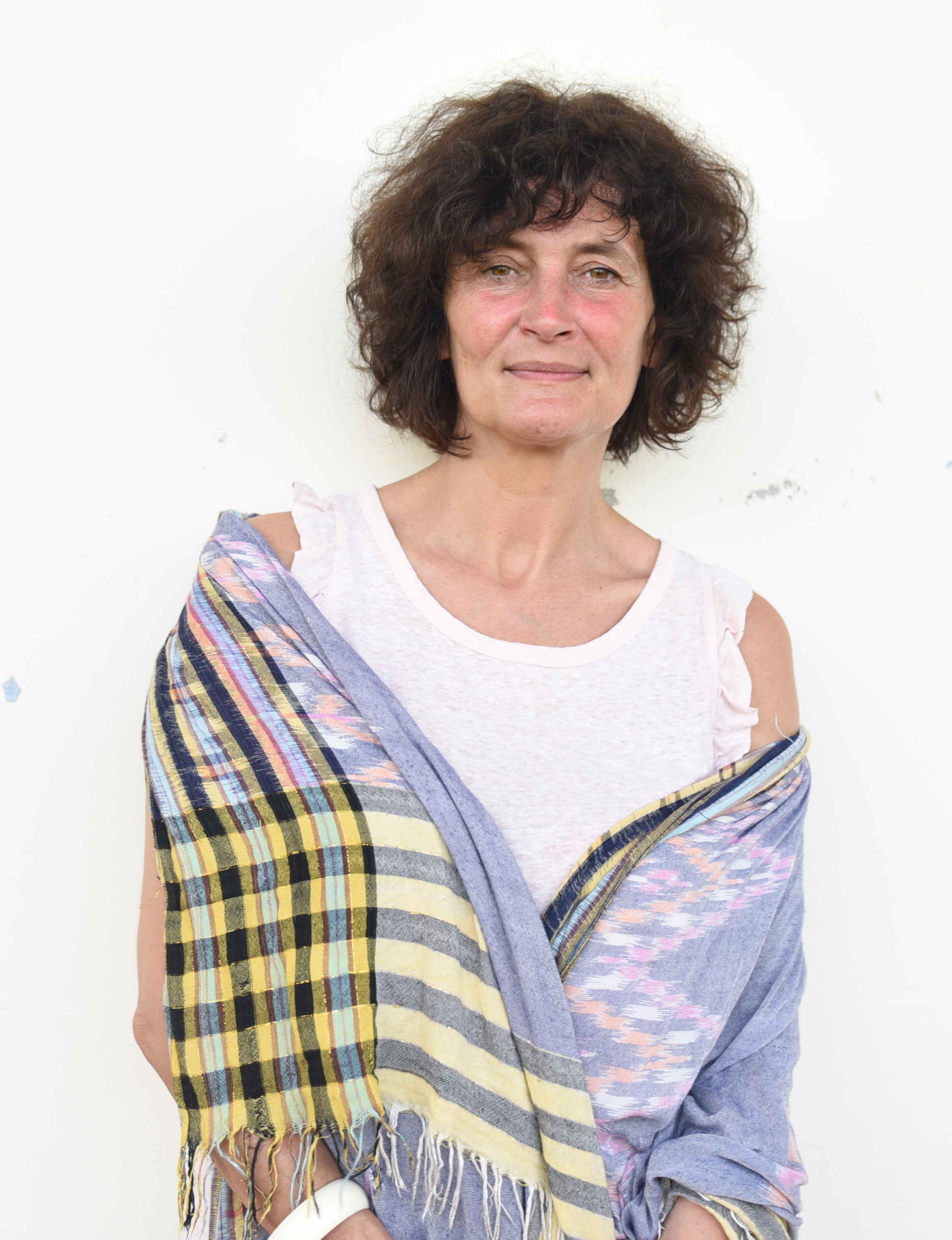
La linguiste belge Laurence Rosier a étudié l'usage du mot « hystérie » comme insulte genrée dans ses travaux.

En français, le terme « hystérie » est fréquemment utilisé comme injure et moyen de polissage du ton contre les femmes, notamment lorsqu'elles tentent de peser dans un débat oral,,, à tel point que, selon le psychiatre Thierry Delcourt, « l'insulte en devient banale ». La linguiste Laurence Rosier liste « Hystérie » parmi les « insultes diagnostiques » généralement genrées au féminin, dont l'usage perdure sur les espaces numériques. Le journaliste Yves Deloison souligne qu'un même comportement est interprété différemment selon le genre : une femme en colère est qualifiée d'« hystérique » dans une situation où la même colère exprimée par un homme lui vaudrait d'être qualifié d'homme « avec du caractère ». Une analyse de tweets publiés en français, datée de 2020, note la persistance de cet usage insultant ciblé contre les femmes, à travers l'accusation portée à une internaute de participer à une « hystérie collective ».
Les juristes Michaël Lessard et Suzanne Zaccour (en 2017) qualifient de « sexisme terminologique » la pratique qui consiste, dans le droit canadien, à « accol[er] aux femmes des pseudo-maladies mentales comme l’« hystérie » ». En effet, « ce sont surtout des femmes qui sont pathologisées et discréditées par l’emploi de l’étiquette hystérique, et ce, dans différents domaines de droit ». Ils citent l'expression « Toutes des hystériques ! » au titre de « psychiatrisation des femmes comme discrimination langagière », et décrivent l'hystérie comme une « pseudo-maladie mentale explicitement genrée ». Pour eux, « si l’hystérie n’est généralement plus considérée comme une vraie maladie mentale, elle survit comme insulte avec le même objectif de soumettre les femmes à des rôles genrés stricts » ; l'usage de ce mot comme insulte entraîne une marginalisation des femmes et « la priorisation des intérêts masculins en matière de responsabilité extracontractuelle ». Ils citent ensuite différents recours au concept d'hystérie dans le cadre juridique, par exemple pour justifier un refus d'indemnisations de fausses couches.
D'après l'historienne de l'Art Élisabeth Hardouin-Fugier, « l'insulte hystérique fait fortune » dans le cadre de la défense de la corrida, tout au long de la fin du XIXe siècle et du XXe siècle : elle cite en exemple l'écrivain Hector France, qui écrit dans Sac au dos à travers l'Espagne, en 1888, « au risque de heurter la sensiblerie de vieilles hystériques et de petites bourgeoises [...] ». Florence Montreynaud cite en exemple celui d'un professeur des universités français renommé qui, en 1999, qualifia publiquement deux auditrices qui contredisaient bruyamment son discours de « cas typique de crise d'hystérie féminine », plutôt que de leur répondre par un argumentaire. En 2016, pendant la campagne américaine pour les élections présidentielles, la pneumonie dont souffre Hillary Clinton sert de prétexte pour la délégitimiser en l'accusant d'être « hystérique ». Les politologues Ryan Neville-Shepard et Jaclyn Nolan analysent l'usage fréquent du mot « hystérique » en tant qu'insulte contre les femmes âgées investies en politique comme révélateur de la « nature intrinsèquement sexiste du kakoethos », tel que l'a défini la professeure de rhétorique Jenell Johnson.
L'usage de la notion d'hystérie contre les femmes est exposé dans l'essai fondateur du féminisme moderne Le Deuxième Sexe, écrit par Simone de Beauvoir en 1949, qui y décrit longuement les crises d'« hystérie féminines », et la manière dont la notion psychanalytique de crise d'hystérie était mobilisée à l'époque dans le but de discréditer les femmes. Des militantes féministes françaises retournent le stigmate durant les débats de mai 68, en arborant des tee-shirts portant l'inscription « Nous sommes toutes des hystériques », et en l'utilisant comme slogan, notamment pendant le premier meeting public du mouvement de libération des femmes organisé à l'université de Vincennes au printemps 1970,. 
Pour la philosophe française Geneviève Fraisse, « le féminisme apparaît comme un désordre, une passion, une hystérie, rarement comme un engagement raisonné dans l'espace politique ». D'après l'historien français Guy Dhoquois, « certaines femmes aujourd'hui refusent d'être étiquetées féministes » car elles ont « peur d'être considérées comme excessives, hystériques, ridicules en somme » ; un avis que rejoignent les historiens belges José Gotovitch et Anne Morelli, pour qui « la militante est [donc] immanquablement suspectée d'hystérie, ‟folle, coureuse ou virago” ». Pour l'historienne du féminisme américain Judith Ezekiel, cet usage péjoratif de la notion d'hystérie s'inscrit dans un contexte d'antiféminisme et d'antiaméricanisme qu'elle estime être particulièrement prégnant en France. 
L'historienne Christine Bard note que selon les militants d'extrême gauche, la notion d'« hystérie féministe » est mobilisée pour tenter de dissimuler la réalité des violences faites aux femmes pauvres par le capitalisme.

### Réappropriation féministe de l'hystérie: échapper au patriarcat
Selon Cecily Devereux, l'hystérie a été revendiquée au nom du féminisme à partir des années 70 et 80, comme l'a notamment noté Elaine Showalter. Si Juliet Mitchell a soutenu qu'elle était un combat féministe pré-politique, elle peut aussi être considérée comme une manifestation même du féminisme. Sa transformation en trouble de conversion dans le DSM et la longue relation entre hystérie et genre ne sont pas des plus évidentes, mais elle peut représenter un remède à la maladie des femmes dans le patriarcat, comme le soutient Claire Kahane (en). Elizabeth Grosz estime que le féminisme aussi bien que l'hystérie sont une « rébellion contre et un rejet des exigences imposées aux femmes ». Elle est ainsi une réponse au patriarcat, aussi bien à la fin du XIXe siècle qu'à celle  du XXe, de retour au XXIè siècle à travers une variété de diagnostics sociaux et culturels, et ce que Micale a appelé en 1995 « les nouvelles études de l'hystérie » qui commencent à se multiplier dans le champ académique. Malgré sa disparition du DSM, le terme apparaît régulièrement dans l'analyse de symptômes de pathologies inconnues. L'hystérie est un enjeu dans la recherche pour un remède à la maladie du patriarcat incarnée dans le corps des femmes. 
L'hystérie est réappropriée en un sens féministe chez Hélène Cixous et Catherine Clément, ainsi que, selon Joshua Reinier, chez Charlotte Perkins et Elena Ferrante. Elle est un symptôme de l'oppression patriarcale, ses manifestations  permettent de prendre conscience du patriarcat, à travers sa somatisation, et de le dépasser. L'émergence d'un alter ego va permettre à la femme de se reconstruire dans le sens d'un empowerment. Revendiquer l'hystérie comme une réappropriation symbolique et une inversion des outils du patriarcat permet de le combattre. Il ne s'agit pas seulement de rhétorique mais d'une épistémologie féministe, telle qu'exposée dans La jeune née. Non seulement l'hystérie transgresse-t-elle le patriarcat mais elle permet un nouveau rapport à soi, un nouvel espace par rapport aux autres.
Sous le titre éponyme Das verknotete Subjekt. Hysterie in der Moderne du livre traduit en allemand  d'Elisabeth Bronfen (de) paru en 1998 à Berlin, la même année que sa 1e édition aux États-Unis (The Knotted Subject, 1998), le chercheur en littérature et sociologie des médias Michael Wetzel introduit sa recension critique de l'« Opus magnum » de Bronfens en ces termes : « il y a de mauvaises langues pour affirmer que l'hystérie en tant que forme névrotique de maladie a disparu de nos jours. Mais ce genre de propos semble plutôt émaner de fantasmes d'hommes qui souhaiteraient qu'il en soit ainsi » .  Car même si des registres de psychopathologie ont d'autres noms maintenant pour « les souffrances de l'âme », le discours sur l'hystérie n'en cesse pas pour autant dans la bouche des femmes, à une petite différence près toutefois, ajoute-t-il : « la maladie d'autrefois est devenu aujourd'hui un titre de noblesse de la femme moderne ».